# Antagonista do receptor NMDA

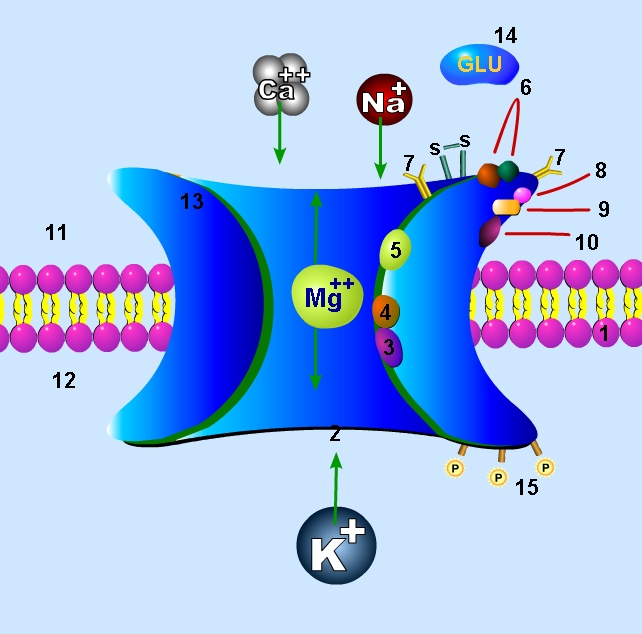
Receptor NMDA.
1. Membrana celular
2. Local bloqueado por Mg2 +
3. Local de ligação com Mg2+
4. Local de ligação dos compostos alucinógenos
5. Local de ligação para Zn2+
6. Local de ligação para agonistas (glutamato) e/ou antagonistas (APV)
7. Local de glicosilação
8. Local de ligação com prótons
9. Local de ligação de glicina
10. Local de ligação de poliaminas
11. Espaço extracelular
12. Espaço intracelular
13. Subunidade do complexo

Antagonistas do Receptor de NMDA (ARNMDA) são uma classe de anestésicos e analgésicos que atuam inibindo a ativação dos receptores N-Metil-D-aspartato (rNMDA). Também são muito usados como neuroprotetor, para tratar tosse e para tratar abstinência de sedantes. Alguns ARNMDA podem causar um estado de anestesia dissociativa com alucinação, amnesia, sedação e euforia. Portanto são considerados psicotrópicos e só vendidos com receita.
O princípio mais antigo e conhecido provavelmente é o Clorofórmio, por aparecer em filmes como um líquido com efeito sonífero ao ser inalado. Na verdade sua forma inalada demora vários minutos para induzir ao sono. É produzido naturalmente por alguns fungos e algas. Quase não se usa mais porque pode causar arritmias fatais. Atualmente como analgésico e sedante foi substituída pela cetamina(ou quetamina), por ser muito mais segura. A cetamina é especialmente útil na anestesia de grandes queimados. Alguns opioides como tramadol e metadona também são antagonistas do rNMDA.

## Mecanismo de ação
Os receptores NMDA são ativados pelo glutamato ou pela glicina ativando vias neurológicas no cérebro responsáveis por sentir dor, alerta, memória, aprendizagem e várias outras funções. Normalmente um ión de magnésio(Mg2+) bloqueia os canais iônicos do rNMDA impedindo a passagem dos íons de cálcio(Ca2+) e sódio(Na+) que ativariam o neurônio.
A maioria dos antagonistas usados na medicina são não-competitivos do rNMDA, mas existem alguns competitivos como  R-2-amino-5-fosfonopentanoato, mais conhecido como AP5 ou APV e o Selfotel. O gás natural xenônio inibe competitivamente apenas a ação da glicina causando analgesia e anestesia.

## Indicações

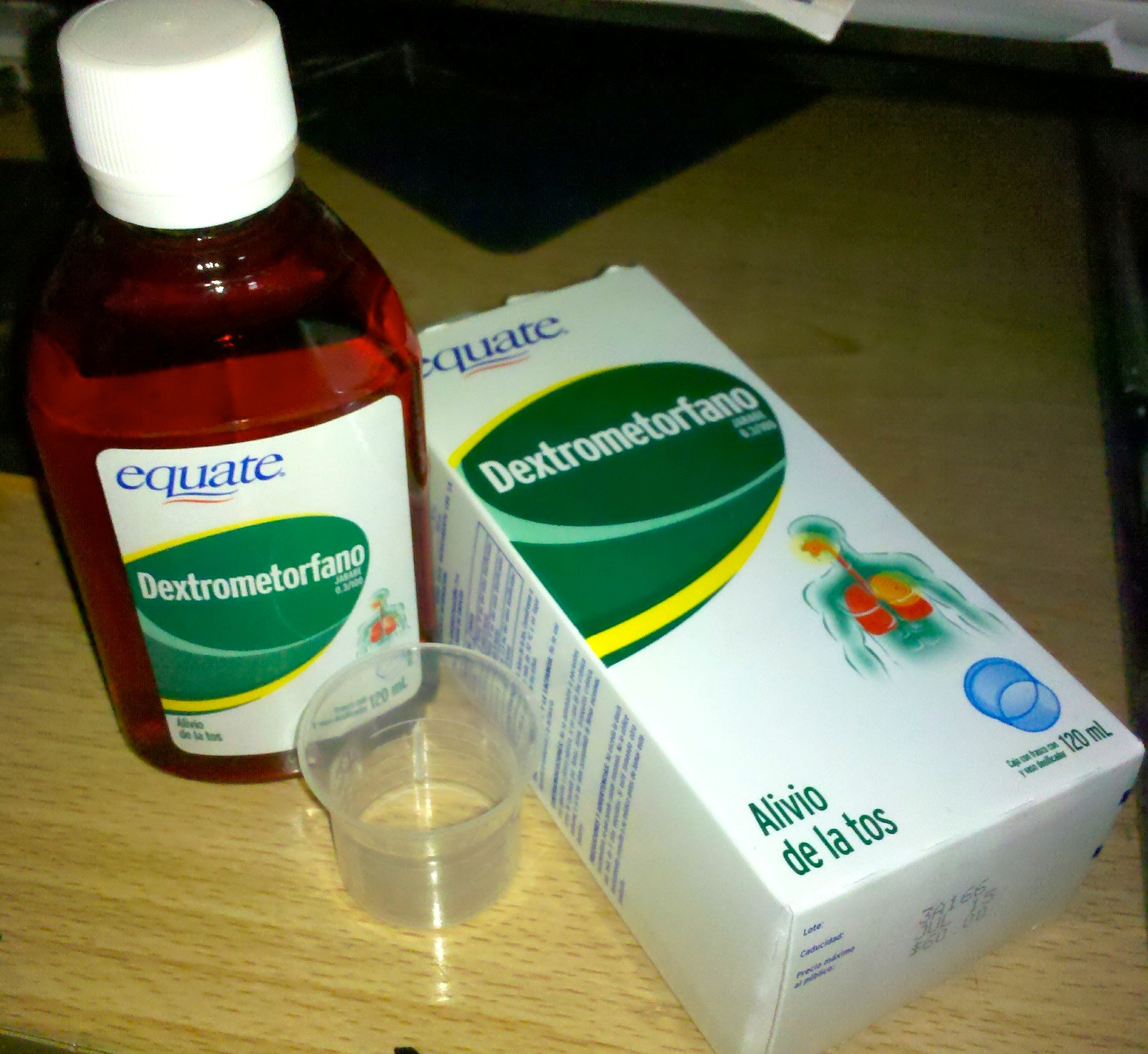
Xarope para tosse de dextrometorfano

Memantina e Amantadina foram usados comos possíveis neuroprotetores nas doenças neurodegenerativas como o mal de Alzheimer, mal de Parkinson e demência vascular, porém novos estudos afastaram a possibilidade deste efeito.
A cetamina e óxido nitroso(gás hilariante) são amplamente usados como anestésicos pré-cirúrgicos. O dextrometorfano é usado em xarope para a tosse (antitussígeno) por anestesiar a garganta. Esses ARNMDA também são abusados como drogas recreativas por seus efeitos calmante, alucinógeno e euforizante ou como soníferos. Em pessoas com predisposição genética causam um surto psicótico e transtornos dissociativos, por isso é considerado um psicoticomimético.
A metadona é um opioide que reduz a tolerância a opioides, portanto é útil na prevenção e tratamento da adicção e abstinência de opioides (como morfina e heroína). Pode ser alternado com a morfina para prevenir o vício em pacientes com dor crônica. Não causa euforia, apenas analgesia e sedação, portanto é o opioide com menor potencial de adicção.
Gabapentina é um anticonvulsivante, com antagonismo não-competitivo dos receptores de NMDA, usada como analgésico oral para tratar dor causada por lesão dos neurônios(dor neurogênica), como neuropatia diabética e neuralgia faciais.
Estão estudando seu uso no tratamento do alcoolismo, pois os rNMDA estão associados aos sintomas da abstinência.

## Farmacocinética
A maioria dos antagonistas do receptor de NMDA são metabolizados no fígado. Sua administração frequente pode levar à tolerância, pois induz o fígado a eliminar mais rapidamente os antagonistas do receptor de NMDA da corrente sanguínea.

## Farmacodinâmica
São um grupo bastante diversificado, mas os efeitos colaterais mais causados pelos inibidores do receptor NMDA são sedação, amnesia, descoordenação motora (ataxia), alucinações, delírios paranoides, confusão mental, dificuldade de concentração, agitação, alterações no humor, pesadelos e catatonia.
Apesar de neuroprotetor, em excesso causam lesão de Olney em ratos, o que sugeria sua neurotoxicidade, porém essa lesão não foi comprovada em humanos. Alguns viciados em ARNMDA tinham problemas de memória e aprendizagem, mas essa sequela não foi encontrada nos ex-viciados nem em usuários moderados.